# Gmina Ruhnu
Gmina Ruhnu (est. Ruhnu vald) – gmina wiejska w Estonii, w prowincji Sarema, znajdująca się na wyspie Ruhnu; jej siedzibą jest wieś Ruhnu.
Gmina obejmuje wyspę Ruhnu na Morzu Bałtyckim wraz z szeregiem niezamieszkanych wysepek. Jest ona najmniejszą pod względem liczby ludności gminą Estonii. Podczas reformy administracyjnej w 2017 roku Ruhnu zostało zwolnione z wymaganej przez prawo estońskie minimalnej liczby ludności, wynoszącej 5000 mieszkańców, niezbędnej do utworzenia gminy.

## Gospodarka
W gminie znajduje się szkoła, muzeum, biblioteka, dwa kościoły, samorząd gminny, dom pomocy społecznej, centrum kultury i punkt pierwszej pomocy. Na wyspie znajdują się również dwa sklepy. Najważniejszy dla gospodarki wyspy jest sektor publiczny, lecz nie mniej ważna staje się turystyka. W południowej części wyspy, w pobliżu przylądka Ringsu, znajduje się stacja meteorologiczna, lotnisko, port dla turystów i elektrownia spalinowa. Rolnictwem (pszczelarstwem, hodowlą bydła i owiec) zajmuje się 6 rodzin.

## Historia
Gmina wiejska Ruhnu została utworzona 19 grudnia 1991 roku. Spośród wszystkich gmin w Estonii ma jeden z najwyższych odsetków młodych ludzi i najmniejszy odsetek osób w wieku powyżej 65 lat.
Przed II wojną światową Ruhnu było zamieszkane prawie wyłącznie przez Szwedów. Po odzyskaniu niepodległości przez Estonię w 1991 roku, 60% powierzchni Ruhnu należało do Szwedów, natomiast 6% do Estończyków.

## Turystyka
Główną atrakcją turystyczną wyspy jest najstarszy drewniany budynek w Estonii – kościół pod wezwaniem św. Magdaleny, którego budowa została ukończona w 1644 roku.
Nowy kościół w Ruhnu został zbudowany w roku 1912, zaledwie 2 metry od starego kościoła. Ściany kościoła zostały wykonane ze skał, a wieża z drewna. Dzwon kościelny jest jednym z najstarszych w Estonii.
Latarnia morska Ruhnu została wykonana we Francji w 1877 roku. Według legendy została zaprojektowana przez Gustave’a Eiffla.

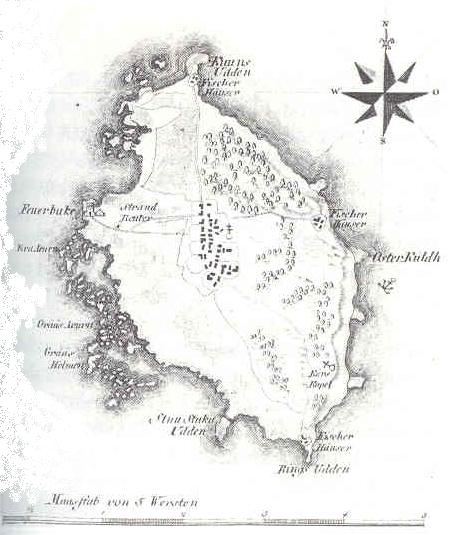
Mapa Ruhnu z 1798 roku
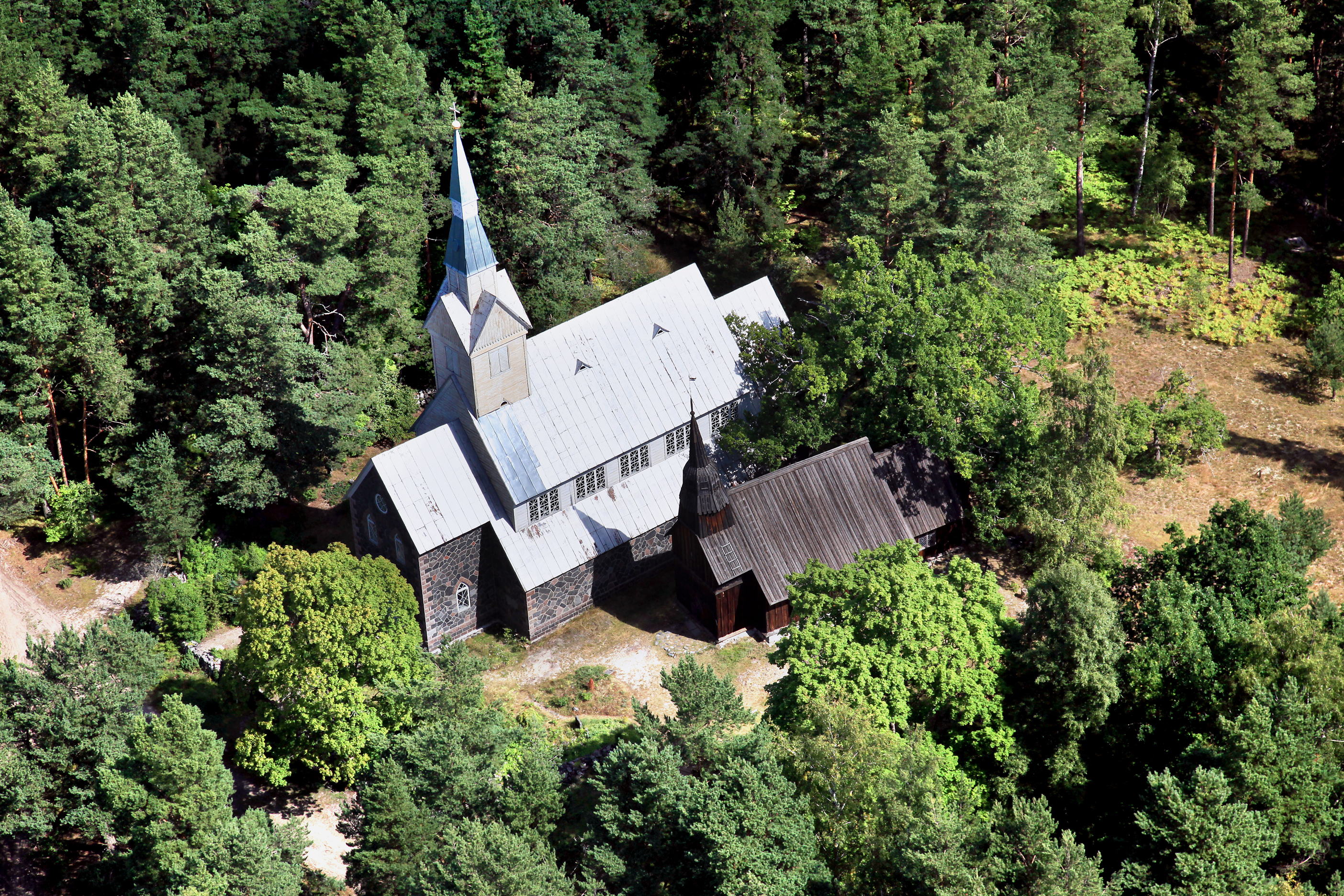
Stary i nowy kościół w Ruhnu
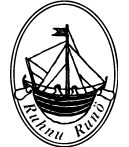
Dawny herb gminy
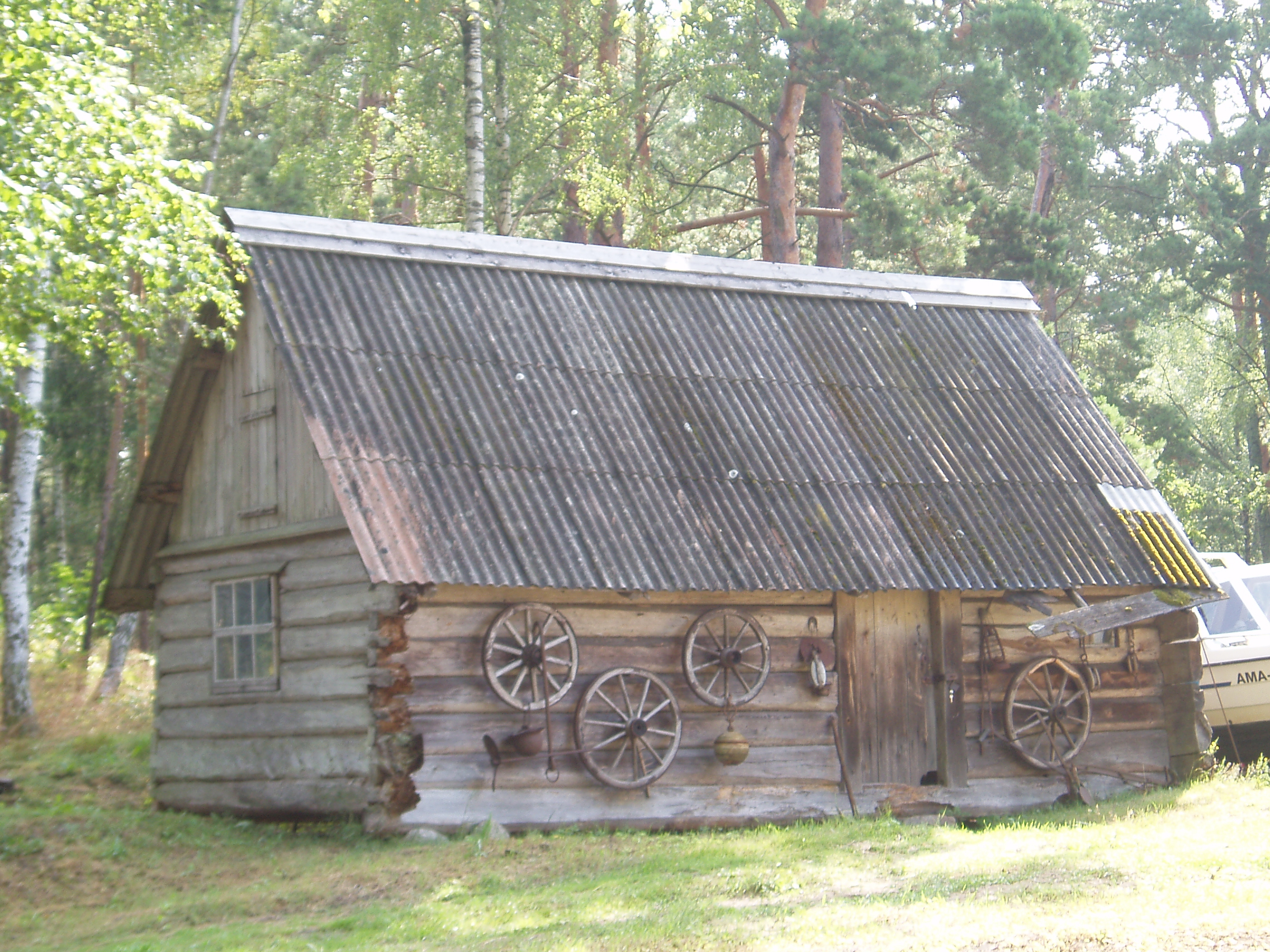
Tradycyjne gospodarstwo w Ruhnu
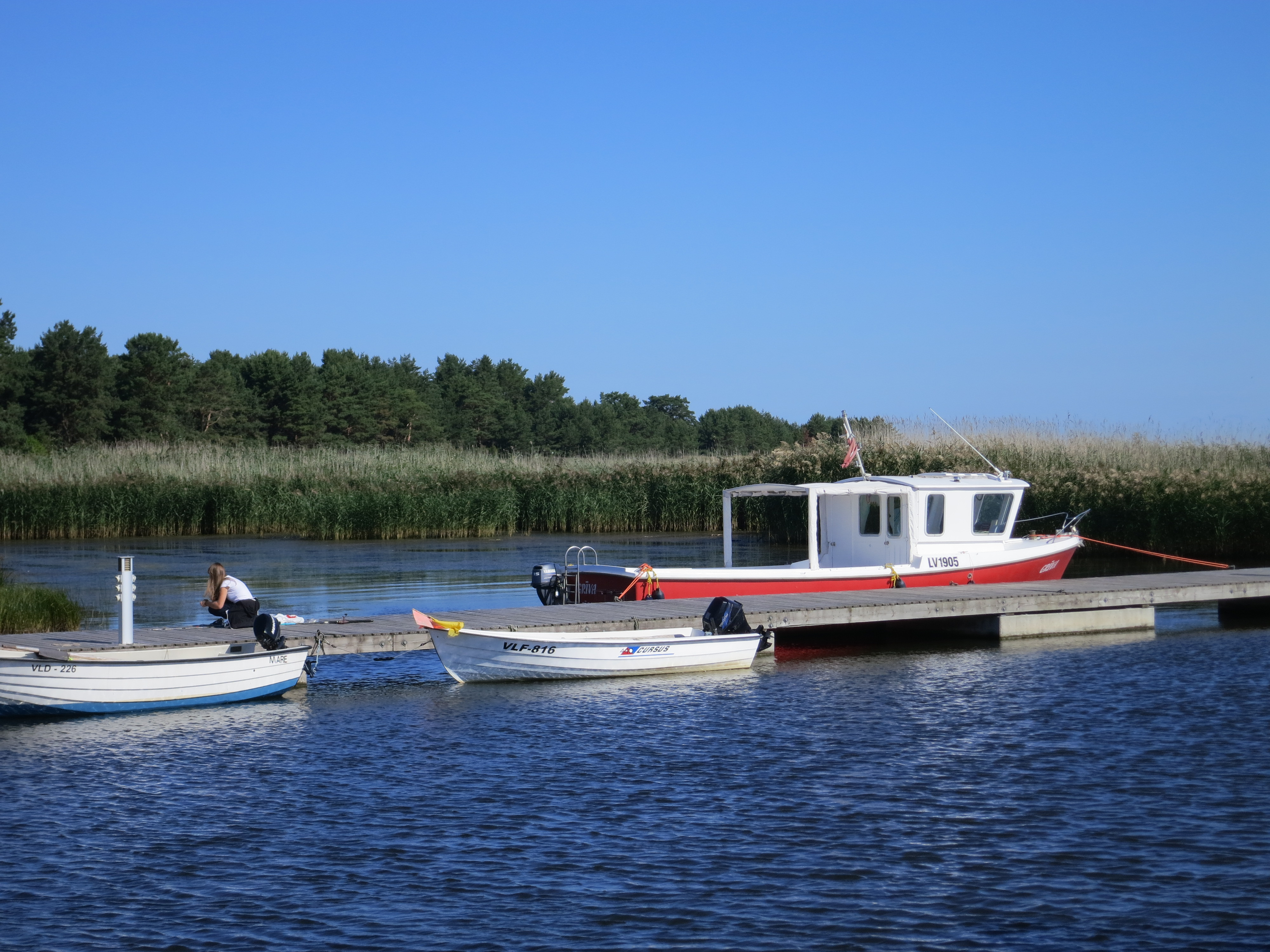
Port turystyczny
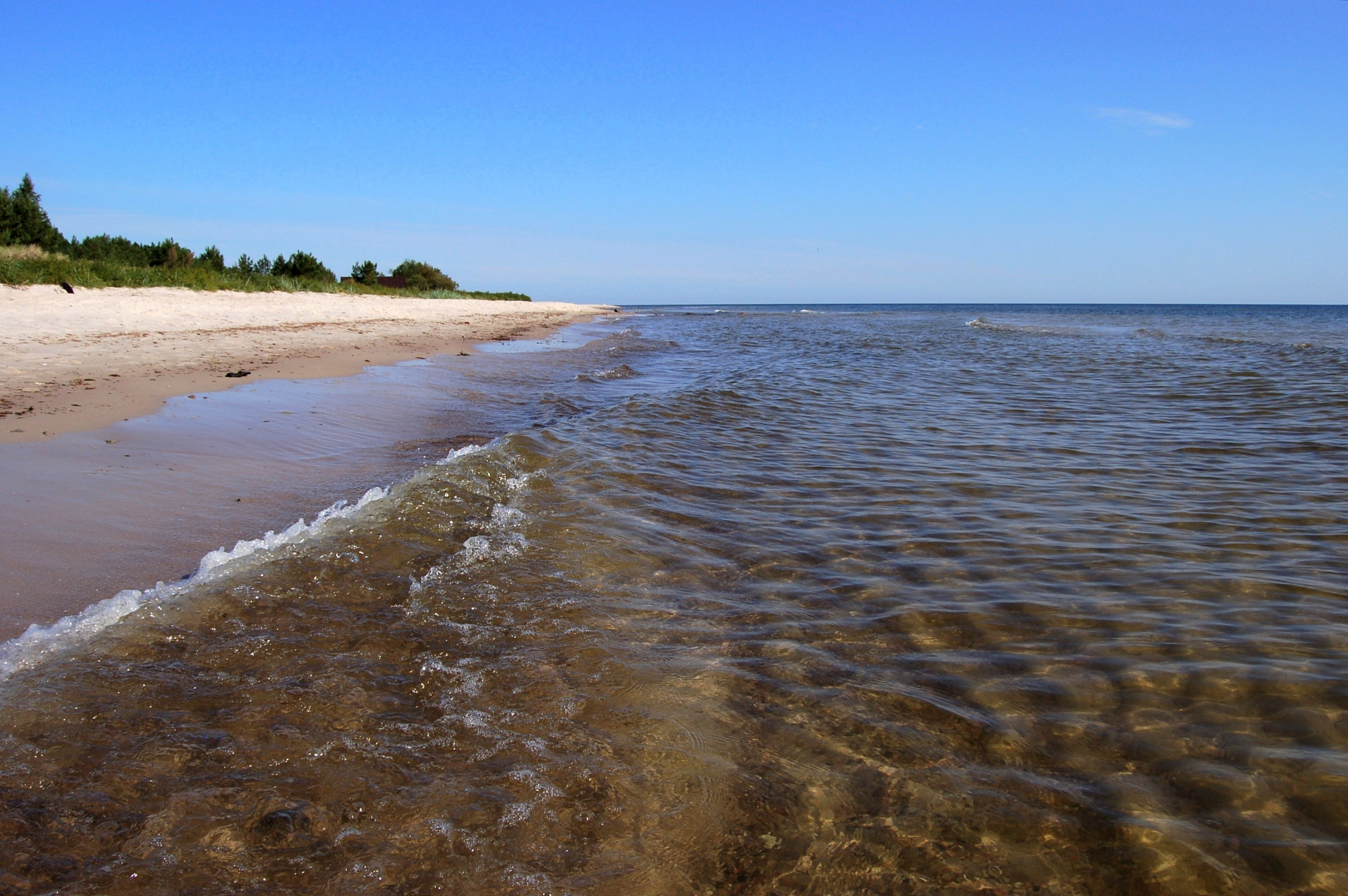
Plaża
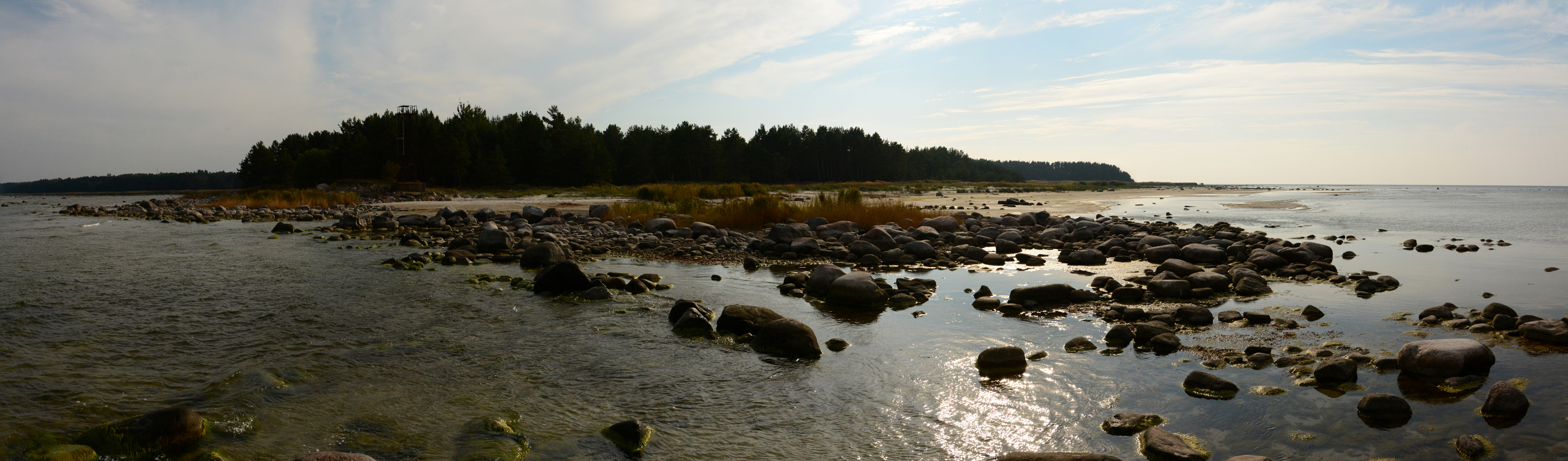
Widok na gminę od strony morza
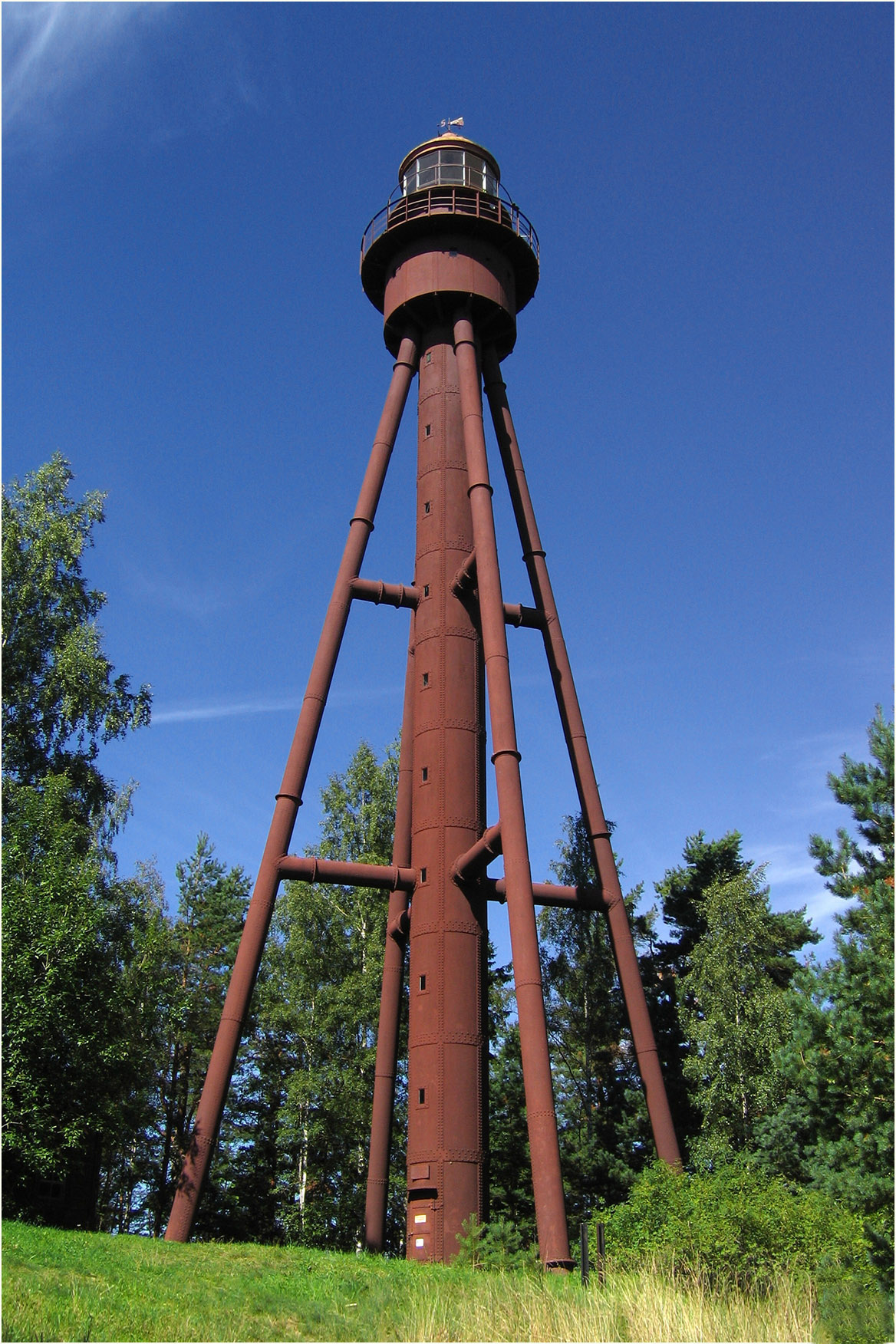
Latarnia morska
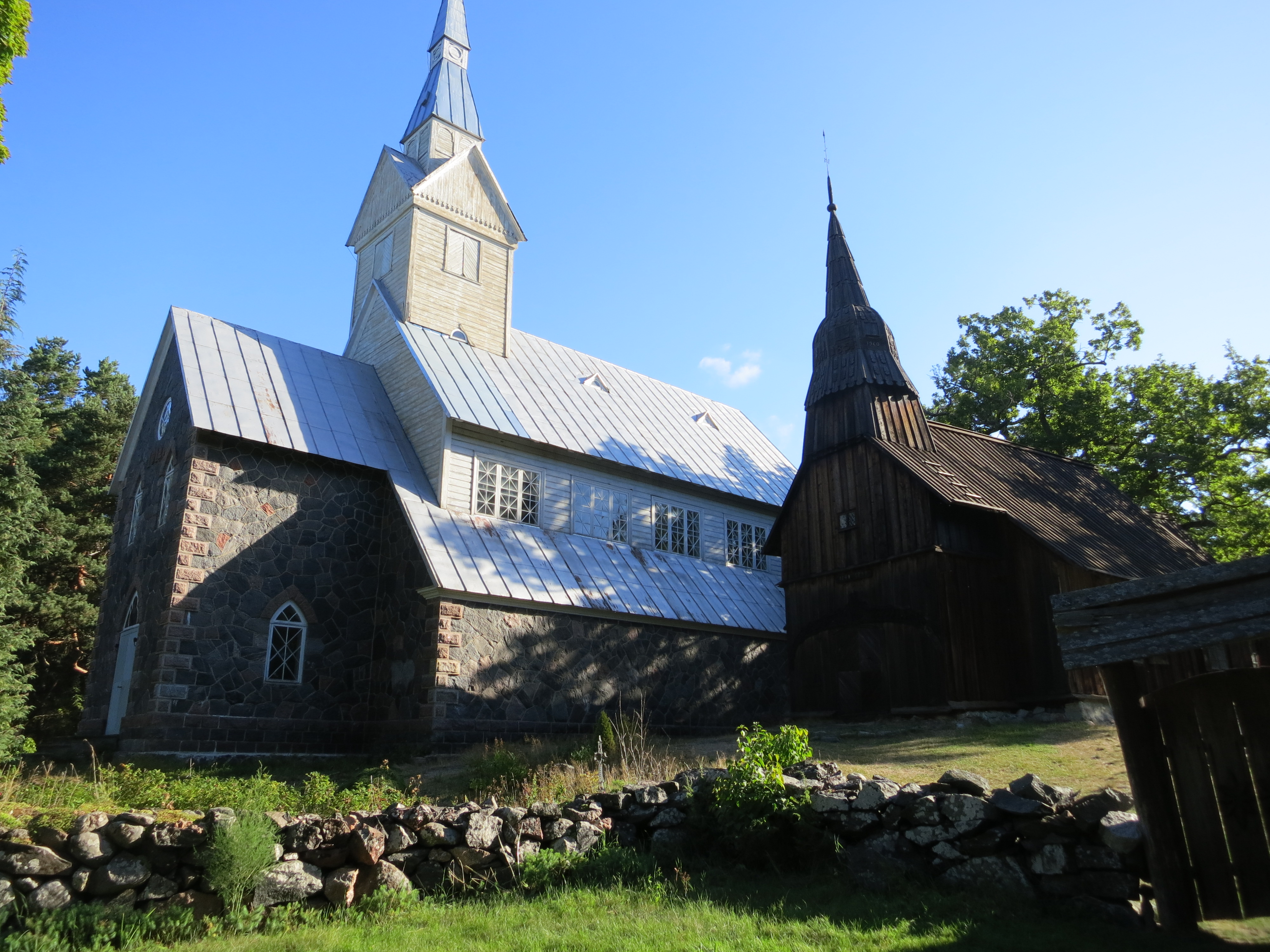
Nowy kościół w Ruhnu
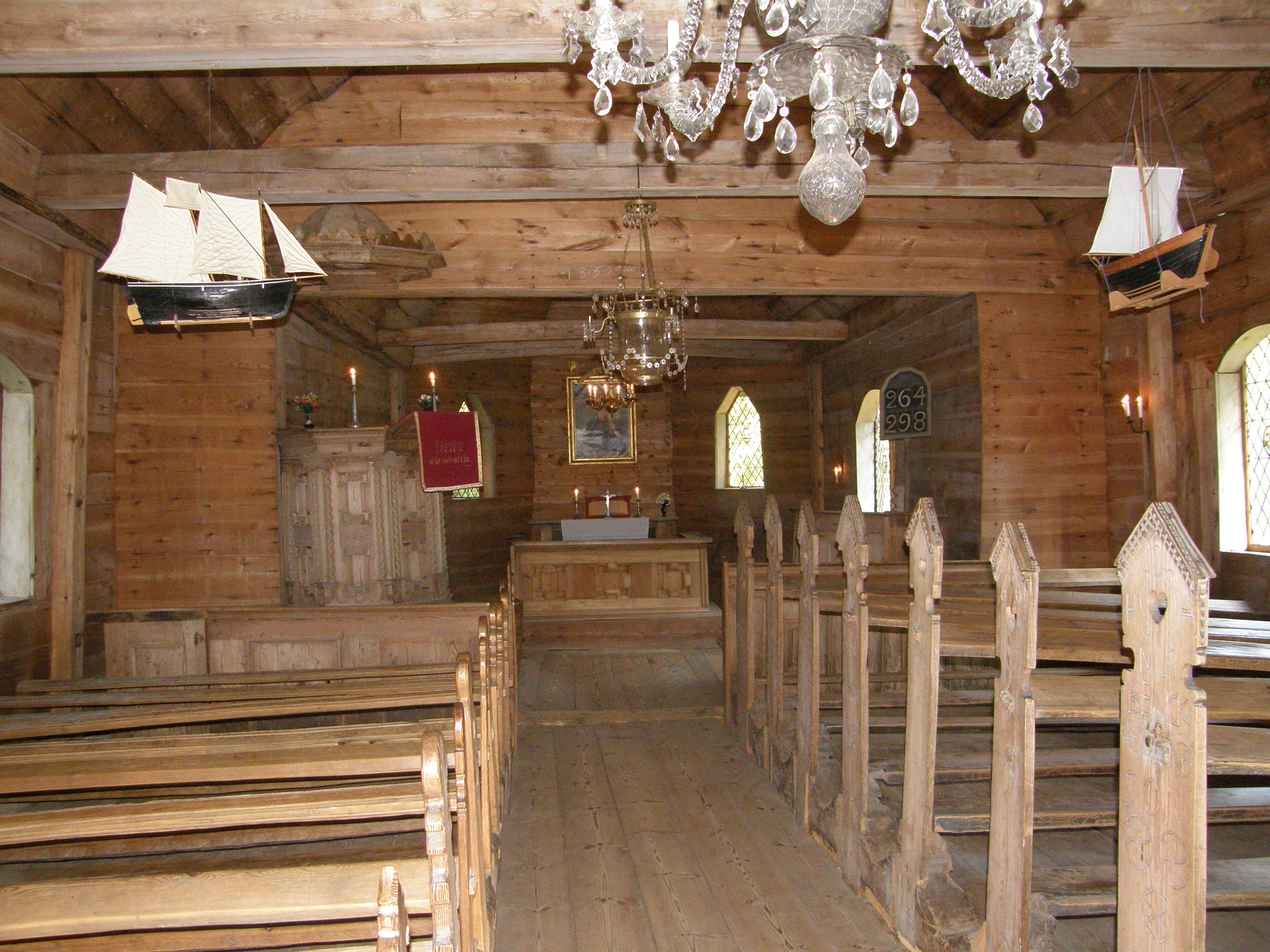
Wnętrze Kościoła św. Magdaleny w Ruhnu
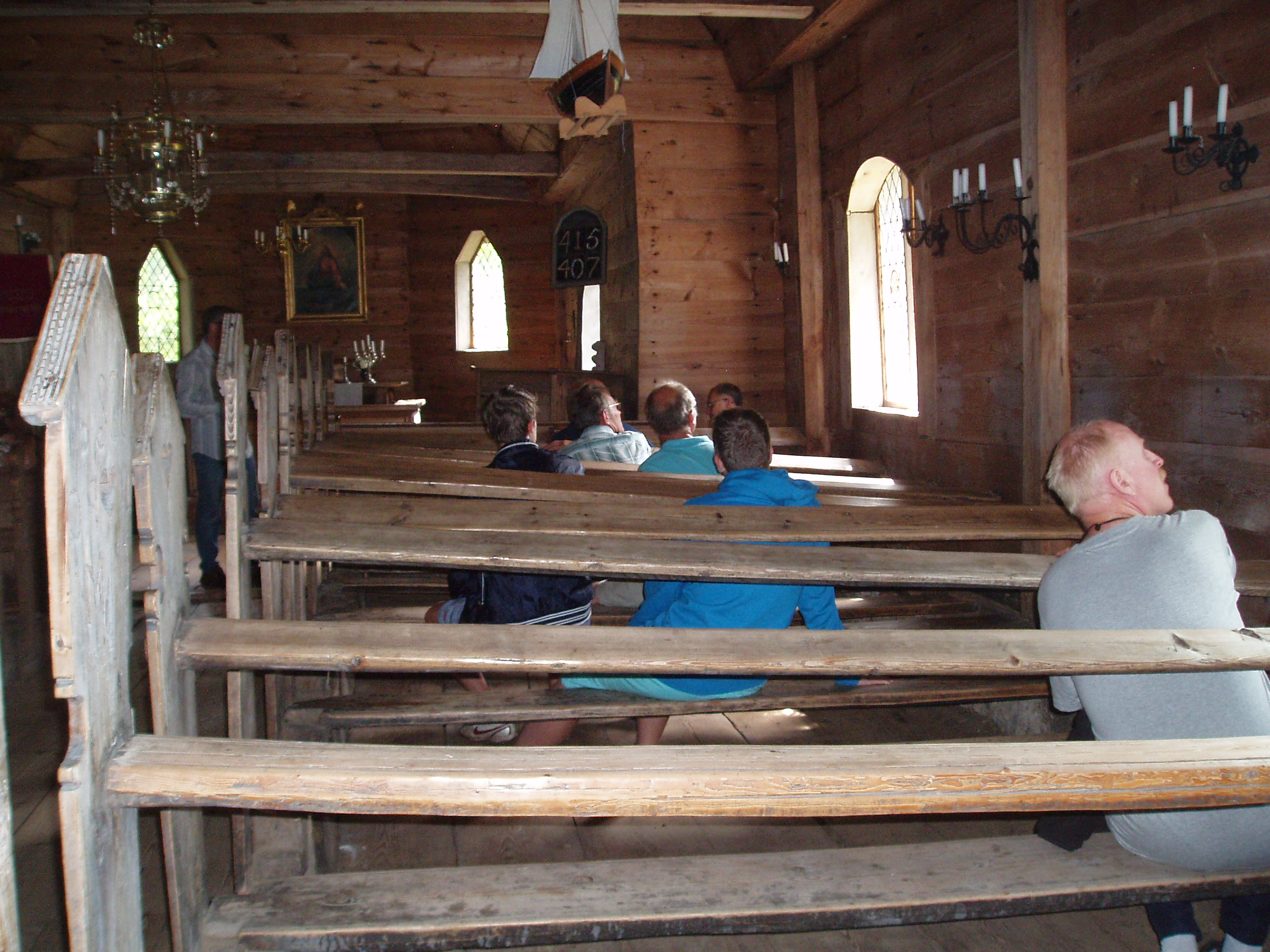
Ławki w Kościele św. Magdaleny w Ruhnu
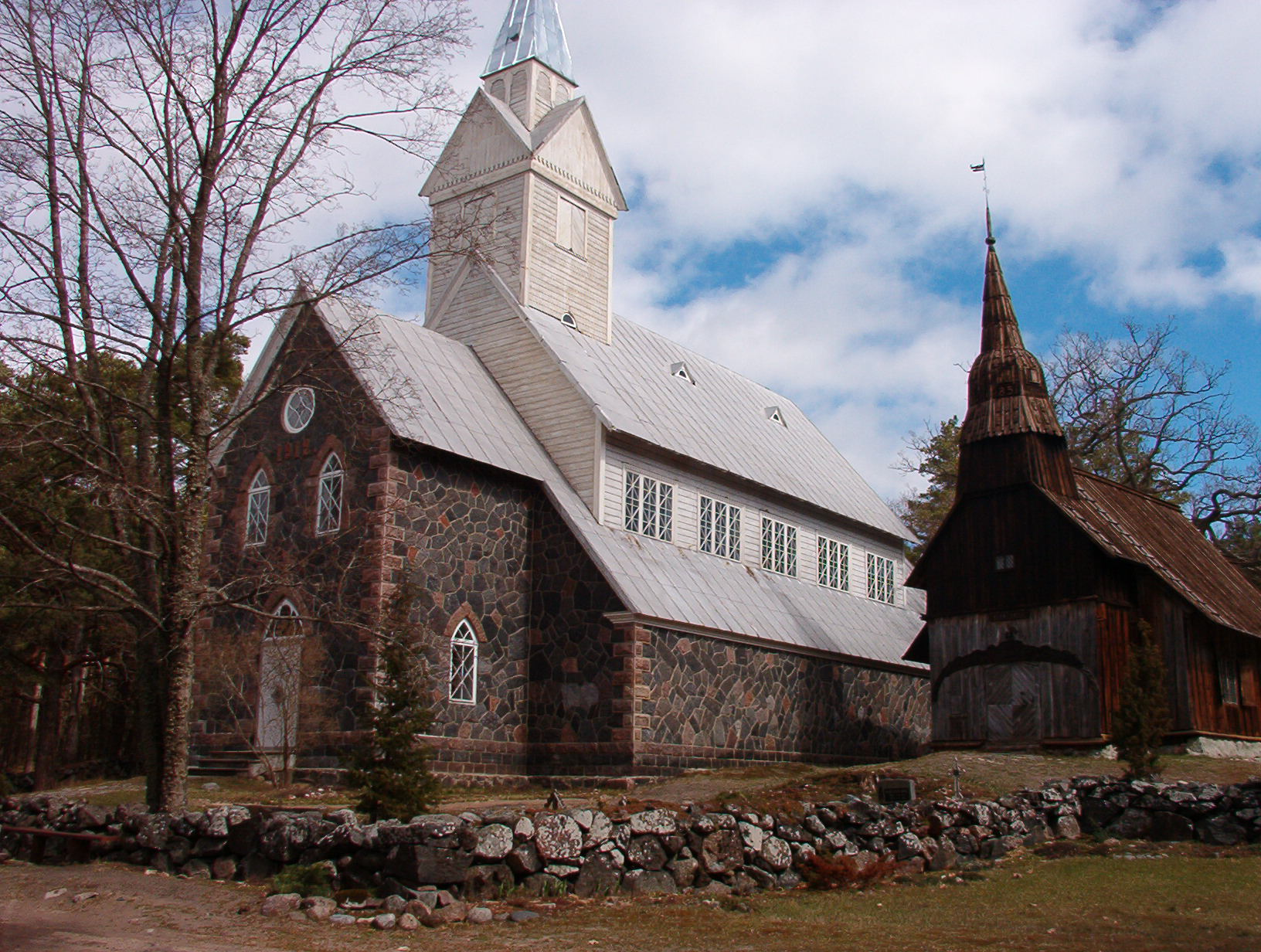
Widok z zewnątrz na nowy i stary kościół w Ruhnu